# Мизия (Мала Азия)
Вижте пояснителната страница за други значения на Мизия.
Хелеспонт или Мизия (на старогръцки: Μυσία; на латински: Mysia), Малоазийска Мизия е историческа област в северозападната част на Мала Азия, днес в Турция.
На север и северозапад е ограничена от Мраморно море и Дарданелите, на запад е Егейско море, Лидия е на юг, а Фригия и Витиния са на изток и североизток. Древногръцката митология счита Мизия за владение на Атилидите, произхождащи от легендарния Телеф. Мизия е страна с относително малък брой градове. Мизия и Витиния ги разделя малоазийския Олимп, като Страбон ни предава, че името на Мизия произлиза от лидийското име на бука (древногръцки: μυσός), с който в античността бил обилно обрасъл Олимп.
Главен град на Мизия бил Пергам. Страбон ни известява, че Мизия се дели на 5 части:[източник? (Поискан днес)]
1) Малка Мизия (Μ. ή μικρά), северната част на страната от Мраморно море до Олимп;
2) Голяма Мизия (Μ. ή μεγάλη), заемаща южната част от страната;
3) Троада (ή Τρωάς), заемаща северозападния бряг по Егейско море от нос Сигея до нос Лектон на Адрамитския залив;
4) Еолида (ή Αίολίς), заемаща югозападния бряг по Егейско море между реките Каика и Герма;
5) Тевфрания (ή Τευθρανία), по протежение на южната зона с Лидия;
На север, Мизия я ограничават от Витиния планините Ида (Каздаг) и Олимп (Улудаг), а на юг е Темлос (Димирджидаг). Реките на Мизия са къси и буйни. До бреговете на Мизия е остров Лесбос. Днес на територията на древна Мизия се добиват сребро и лазурит.
Античните градове на Мизия са Пергам, Плакия, Кизик, Приап, Парий, Лампсак, Абидос, Аполония, Милетопол, Зелея, Скепсида, Перкоте, Дардан, Рьотей, Сигей, Александрия Троадска, Лариса, Гамаксит, Ас, Гаргар, Адрамитий, Илион, Арисбе, Фимбра, Парфений, Галисарна и др.
Страбон твърди, че в античността Мизия е населявана от фригийци (бриги), троянци и еолийци, т.е. мизийци или собствено тракийски племена. За Страбон, езика на мизиците е смес от фригийски и лидийски.
През античността Мизия е втора в йерархията на персийските сатрапи. През 133 г. пр.н.е. е завоювана от римляните, а през 129 г. пр.н.е. е преобразувана в римската провинция Азия.